# Marc Lamont Hill
Marc Lamont Hill (Filadélfia, 17 de dezembro de 1978) é um acadêmico, jornalista, escritor, ativista e apresentador de televisão estadunidense. Ele atualmente trabalha como Professor no Teachers College, na Universidade de Columbia. Hill é também um membro do corpo docente de Estudos Afro-Americanos no Instituto de Investigação em Estudos Afro-Americanos da Universidade de Columbia. É apresentador do HuffPost Live, correspondente de notícias da BET e comentarista político da CNN.

## Carreira
De 2007 a 2009, Hill trabalhou como comentarista político para a Fox News Channel, onde aparecia regularmente nos programas The O'Reilly Factor, Huckabee, e Hannity. Antes da Fox, Hill foi um comentarista regular na CNN e MSNBC, bem como na Court TV, onde era um colaborador semanal no talk show Star Jones. Em maio de 2012, ele se juntou ao Huffington Post como um dos 10 apresentadores inaugurais do HuffPost Live. No Outono de 2012, Hill atuou como Correspondente nas Eleições para o canal BET. Em 2013, ele se juntou a BET News como correspondente. No mesmo ano se juntou à CNN como comentarista político.

### Ativismo
Hill é um antigo defensor da justiça social, ativista e líder comunitário. Ele é membro do conselho fundador da My5th, uma organização sem fins lucrativos com o objetivo de educar jovens carentes sobre seus direitos e responsabilidades legais. Em 2001, ele começou um projeto de alfabetização que usa a cultura hip-hop para aumentar o envolvimento da escola e habilidades de leitura entre os alunos do ensino médio. Ele também continua a organizar e ministrar cursos de alfabetização de adultos para o não abandono do ensino médio na Filadélfia e Camden.
Hill foi nomeado um dos 30 melhores líderes negros dos Estados Unidos com menos de 30 anos de idade pela Ebony Magazine.
Em 2011, foi nomeado pela Ebony como um dos 100 líderes negros mais influentes dos Estados Unidos.

## Livros
- Marc Lamont Hill (com Mumia Abu-Jamal) (2012). The Classroom and The Cell: Conversations on Black Life in America. [S.l.]: Third World Press. ISBN 0-8837-8337-1
- Marc Lamont Hill (2009). Beats, Rhymes, and Classroom Life: Hip-Hop Pedagogy and the Politics of Identity. [S.l.]: Teachers College Press. ISBN 0-8077-4960-5
- Marc Lamont Hill (2007). Media, Learning, and Sites of Possibility (New Literacies and Digital Epistemologies). [S.l.]: Peter Lang Publishing. ISBN 0-8204-8656-6